# Pardosa kratochvili
Pardosa kratochvili är en spindelart som först beskrevs av Gábor von Kolosváry 1934.  Pardosa kratochvili ingår i släktet Pardosa och familjen vargspindlar.
Artens utbredningsområde är Ungern. Inga underarter finns listade i Catalogue of Life.